# Georges Lambert
Pour les articles homonymes, voir George Lambert (homonymie) et Lambert.
Georges Lambert, né le 8 juin 1919 à Paris et mort le 10 mai 1998 dans la même ville, est un peintre, graveur et illustrateur français.
Le cabinet des estampes de la Bibliothèque nationale de France possède une collection de 81 lithographies de Georges Lambert,.

## Biographie
Georges Jean Léon Lambert naît le 8 juin 1919 dans le 12e arrondissement de Paris
Il est élève d'Othon Friesz à l'Académie de la Grande Chaumière.
Georges Lambert meurt le 10 mai 1998 dans le 18e arrondissement de Paris.

## Illustrations
- La Faim (Knut Hamsun) : en 1961, Georges Lambert a réalisé 8 lithographies pour illustrer l'édition ce roman, dont la couverture a été réalisée par Picasso.
- L'Arlésienne et le trésor d'Arlatan (Alphonse Daudet), œuvres illustrés d'Alphonse Daudet en 5 volumes.
- Le Prince (Machiavel) édition de 1964 par Andre Vial. Aquarelles de Georges Lambert.
- Œuvres poétiques (Paul Verlaine) édition de 1977 chez l'éditeur ARCADIE.
- Femmes et littérature : George Sand, Colette, Marguerite Yourcenar suivi de Le dernier amour (par George Sand), 1980 aux Éditions Martinsart. Georges Lambert a réalisé 7 lithographies pour illustrer cet ouvrage.

## Expositions
- 1956 : Galerie Henning à Halle/Saale[4]
- 1959 : Galerie Badan à Genève
- 1964 : exposition intituée La musique et la mer à La Palette Bleue, Paris
- 1973 : Galerie Wils à Paris
- 1980 : La boutique d'art (Nice)
- 2008 : Yamet Arts, New-York